# Баженов Анатолій Васильович
Анато́лій Васи́льович Баже́нов (4 червня 1920, с. Дурой, нині Читинської області Росії — 15 жовтня 1999) — Герой Радянського Союзу (1943).

## Біографічні дані
Учасник Другої світової війни. В армії та на фронті від 1942 року. Воював у званні гвардії сержанта помічником командира взводу пішої розвідки 270-го гвардійського стрілецького полку (89-а гвардійська стрілецька дивізія, 37-а армія, Степовий фронт). Неодноразово брав участь у розвідопераціях.
Відзначився у вересні 1943 року під час форсування Дніпра поблизу села Келеберда Кременчуцького району Полтавської області. Із групою піших розвідників зайняв плацдарм, група впродовж двох діб відбивала атаки ворога. За героїзм та мужність у грудні 1943 року був нагороджений золотою зіркою Героя Радянського Союзу.
Після війни демобілізувався у званні гвардії старшого сержанта. Жив у селі Піревичі Гомельської області, працював у радгоспі.